# 北京南駅

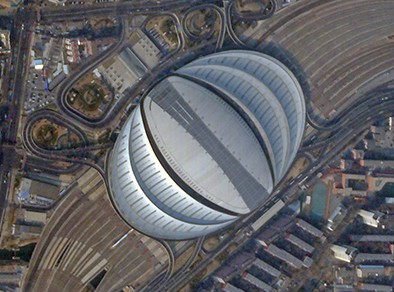
上空からみた北京南駅

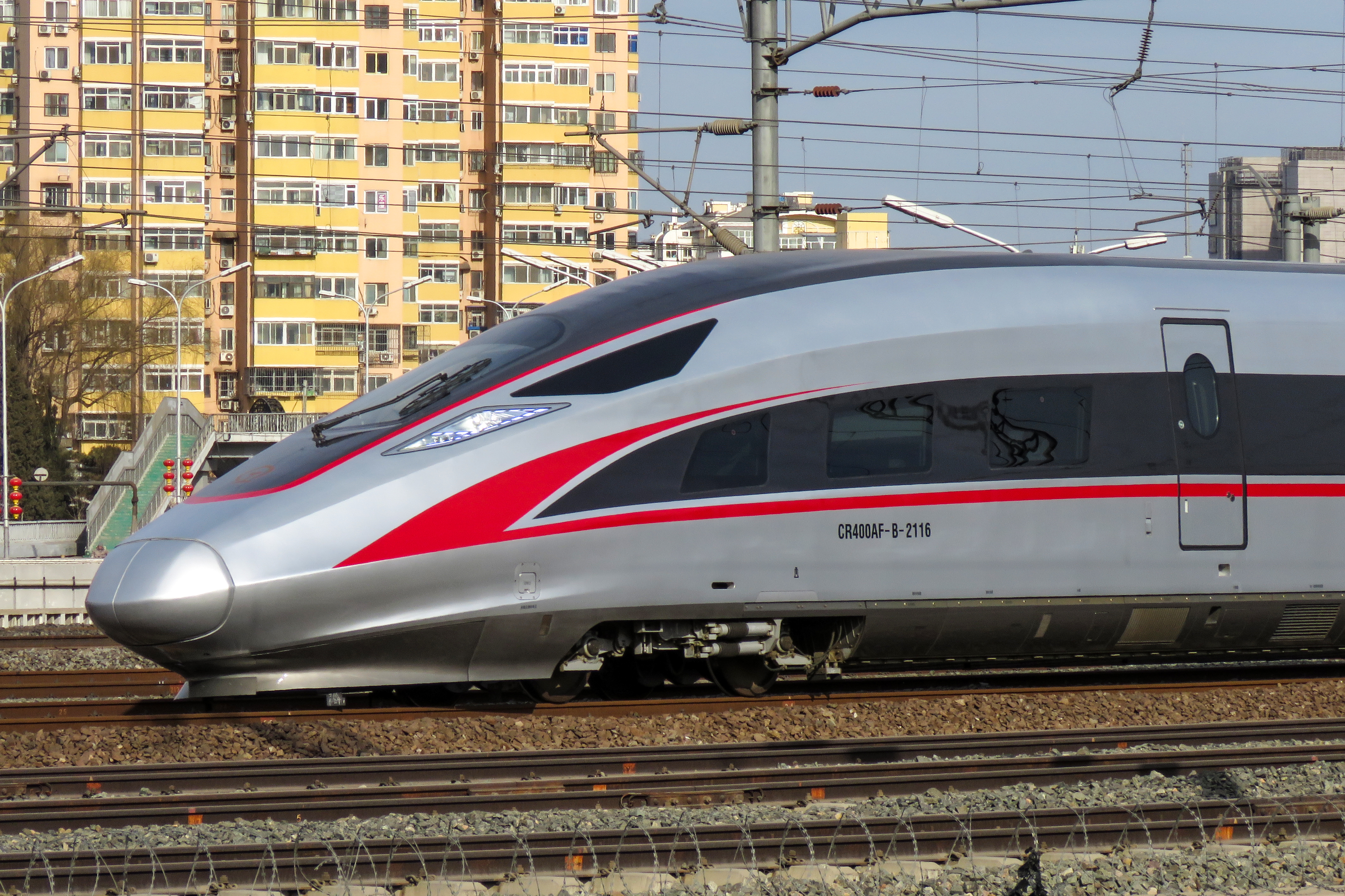
上海虹橋駅行の高速列車

北京南駅（ペキンみなみえき、中文表記: 北京南站、英文表記: Beijingnan Railway Station）は、中国の北京市豊台区開陽橋南開陽路にある中国鉄路総公司の駅。開業当初は馬家堡駅と呼ばれていたが北京地下鉄4号線の駅とは関係がない。2006年以前は長距離優等列車中心の北京駅、北京西駅に対し、中、短距離の普通列車（緑皮車とも）の発着が主であったが、2006年5月10日に休止、拡張工事を開始し、2008年8月1日に改築工事竣工。京津都市間鉄道、京滬高速鉄道の北京方の起点である。

## 利用可能な鉄道路線
中国鉄路総公司（※現在、すべての発着列車は高速電車）
- 在来線

京広線
京滬線
豊沙線
- 高速線

京津都市間鉄道
京滬高速鉄道
北京地下鉄
■ 4号線
■ 14号線

## 歴史
- 1897年 - 現在の当駅貨物ヤード南側附近に馬家堡駅として開業。
- 1932年 - 待合室と切符売場を拡張。
- 1958年 - 現在位置に移動し永定門駅と改称。
- 1988年 - 永定門駅を北京南駅に改称。
- 2006年5月10日 - 一時営業休止、改築工事を開始。
- 2008年8月1日 - 改築工事完成
- 2009年9月28日 - 北京地下鉄4号線が開業。
- 2015年12月26日 - 北京地下鉄14号線が開業。[2]

## 駅構造

### 中国鉄路総公司
以前は簡素な駅舎であったが、改修後の北京南駅の駅舎は、地上2階、地下3階となり、東西2ヶ所に改札口が設けられた。外観は扇形となっており、2階部分に待合室がある。待合室は北側から南に向かって在来線用、京滬高速鉄道用、京津都市間鉄道用とに分かれている。プラットフォームは、在来線が地上3面5線、京滬高速鉄道が地上6面12線、京津都市間鉄道が地上4面7線合計13面24線を有する。地下1階はコンコースと駐車場、地下2階は1面2線の北京地下鉄4号線のプラットフォーム、地下3階は1面2線の北京地下鉄14号線のプラットフォームとなる予定である。改札口は分散して設置されており、2階には東西両側に4ヶ所、地下1階西側に4ヶ所設置されている。さらに36台の自動改札機が投入されている。

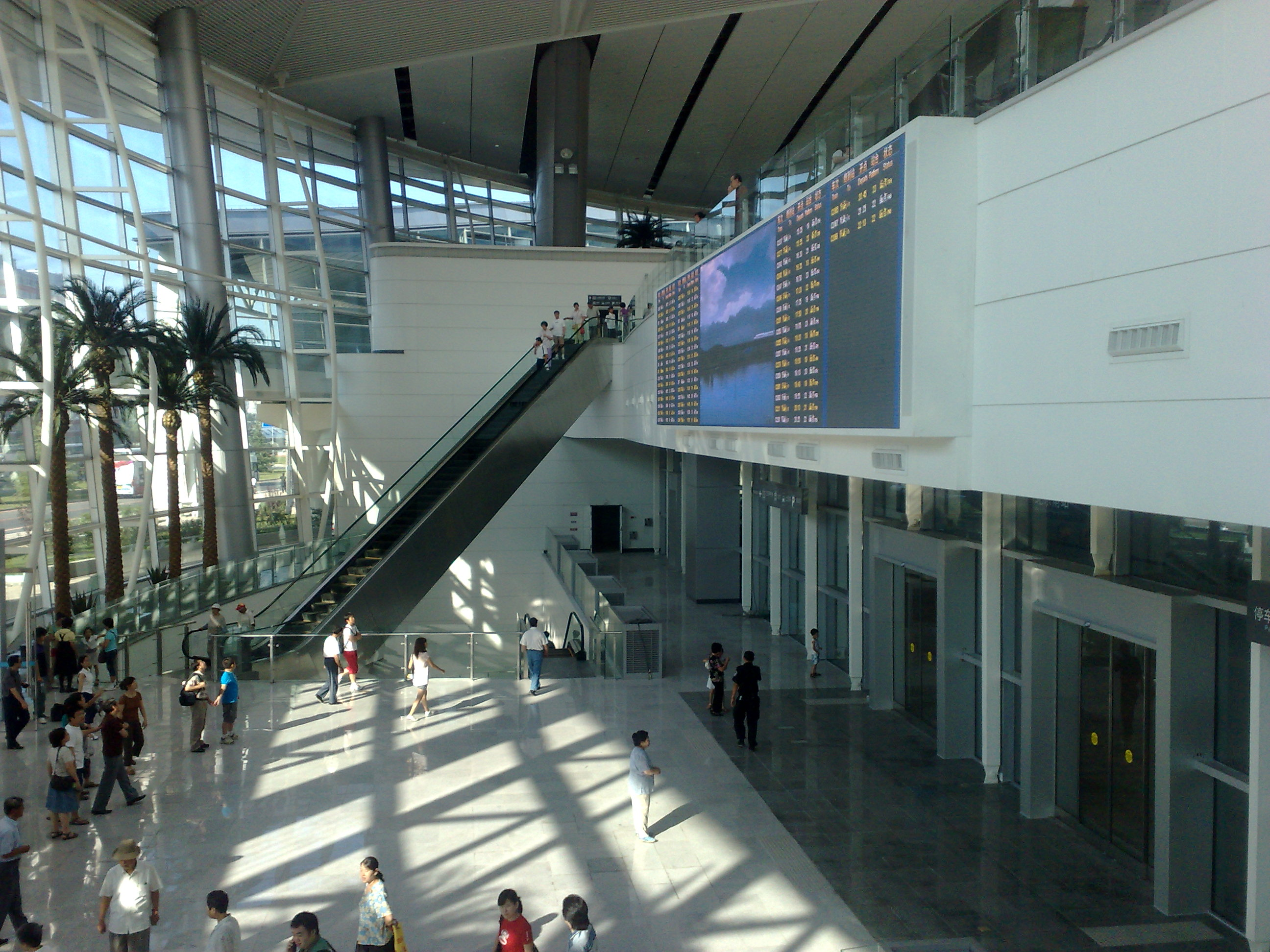
南口
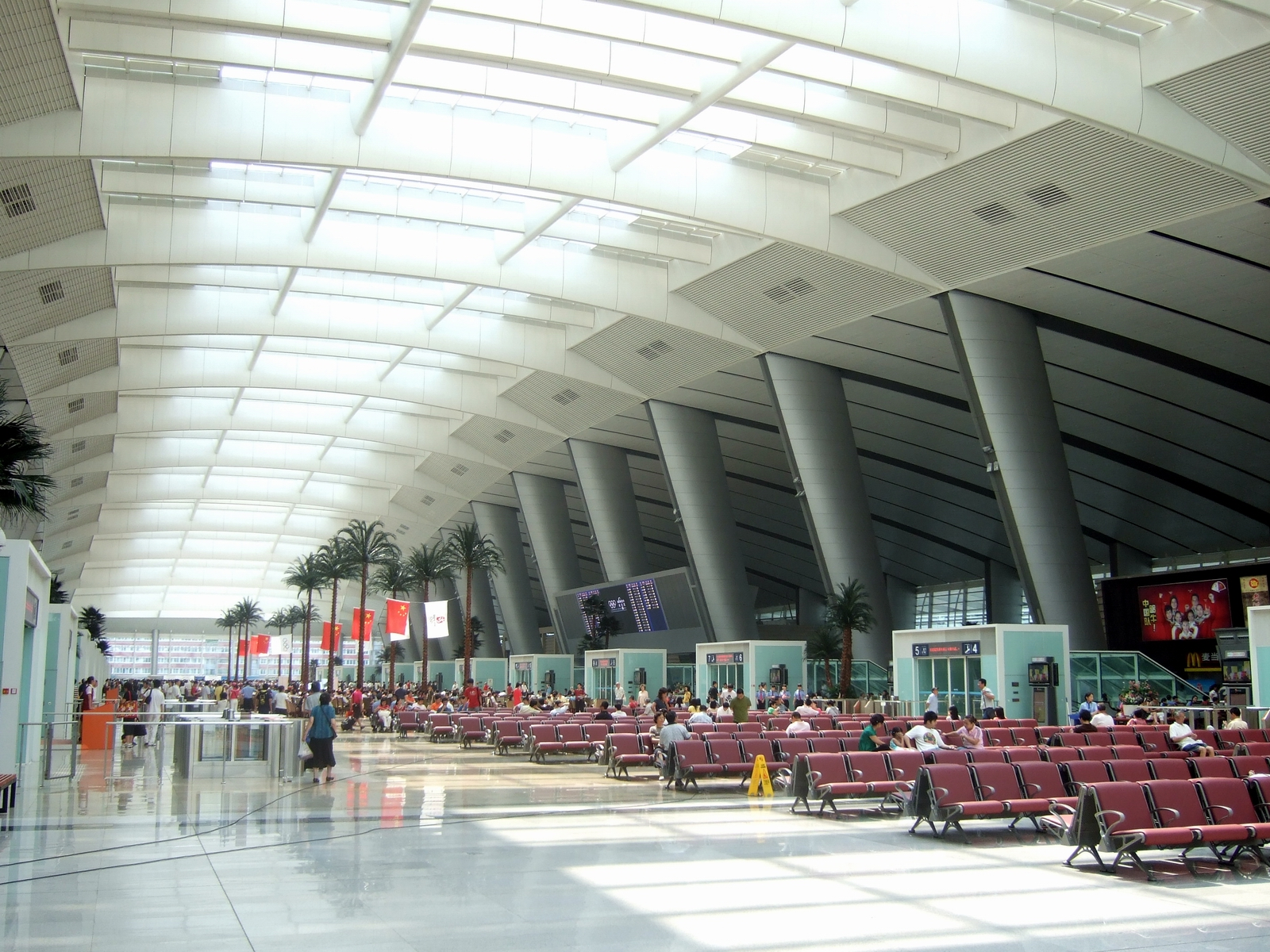
待合室
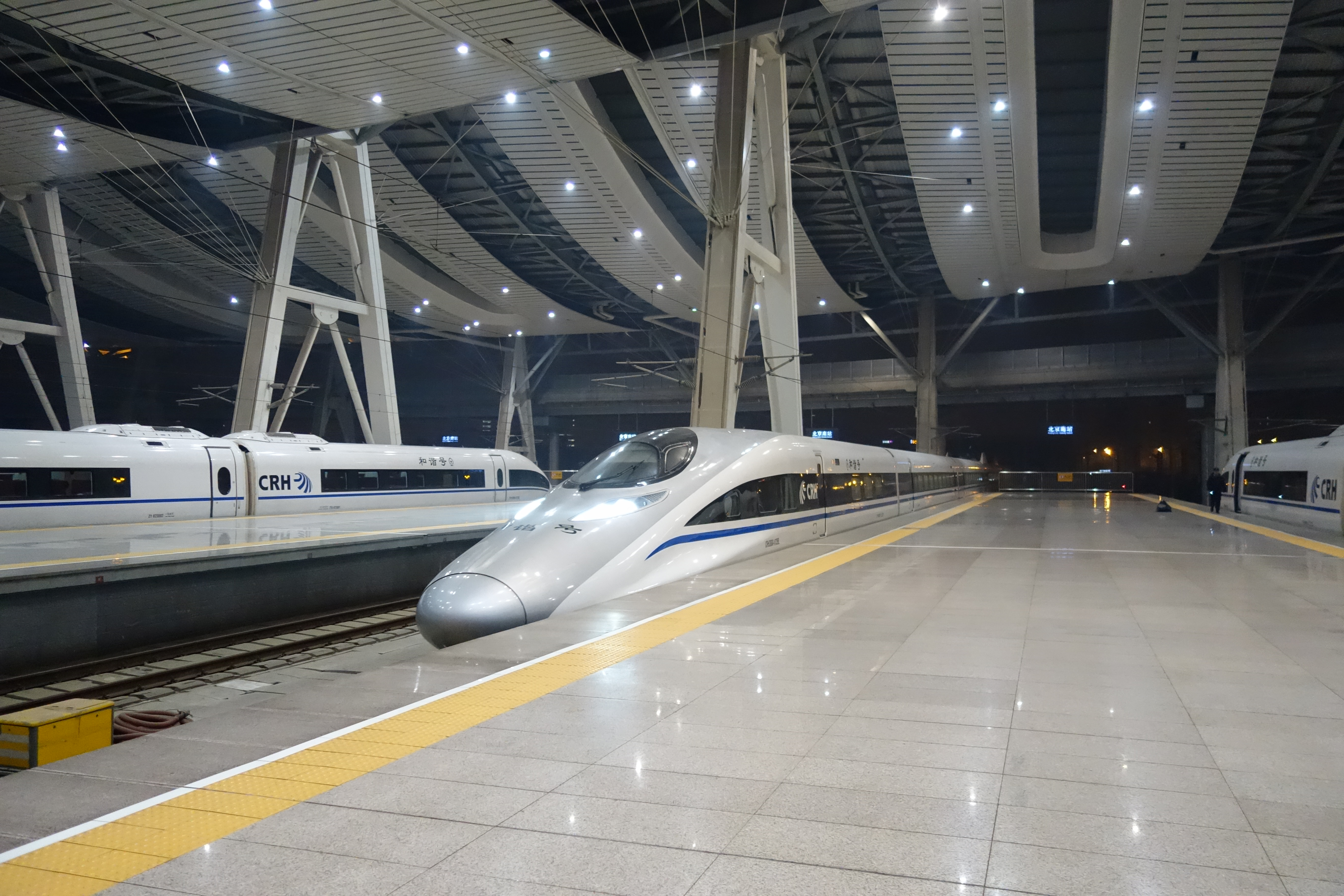
プラットフォーム
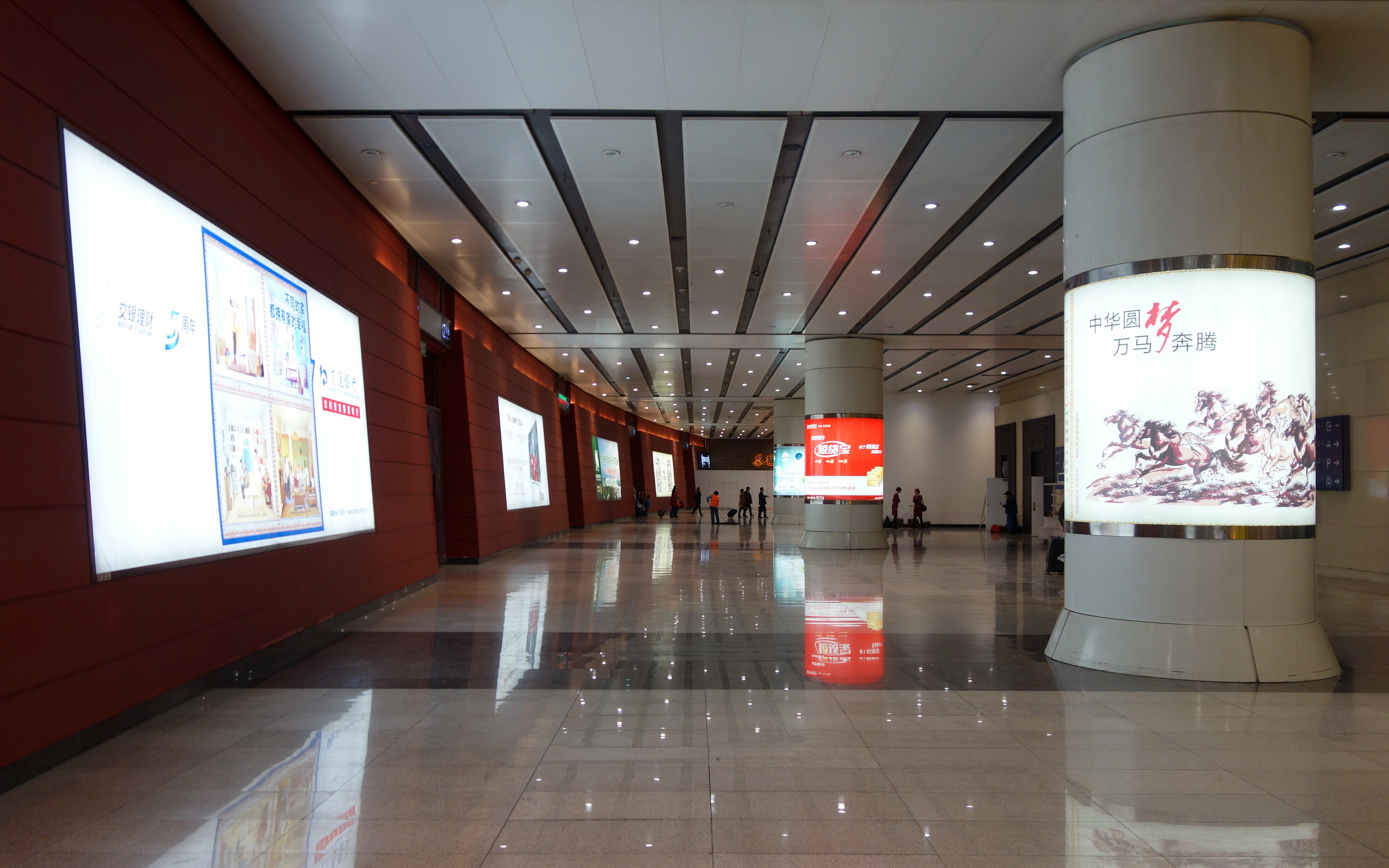
到着ホール

### 北京地下鉄
地下鉄は4号線と14号線が連絡している。共に島式ホーム1面2線の地下駅である。

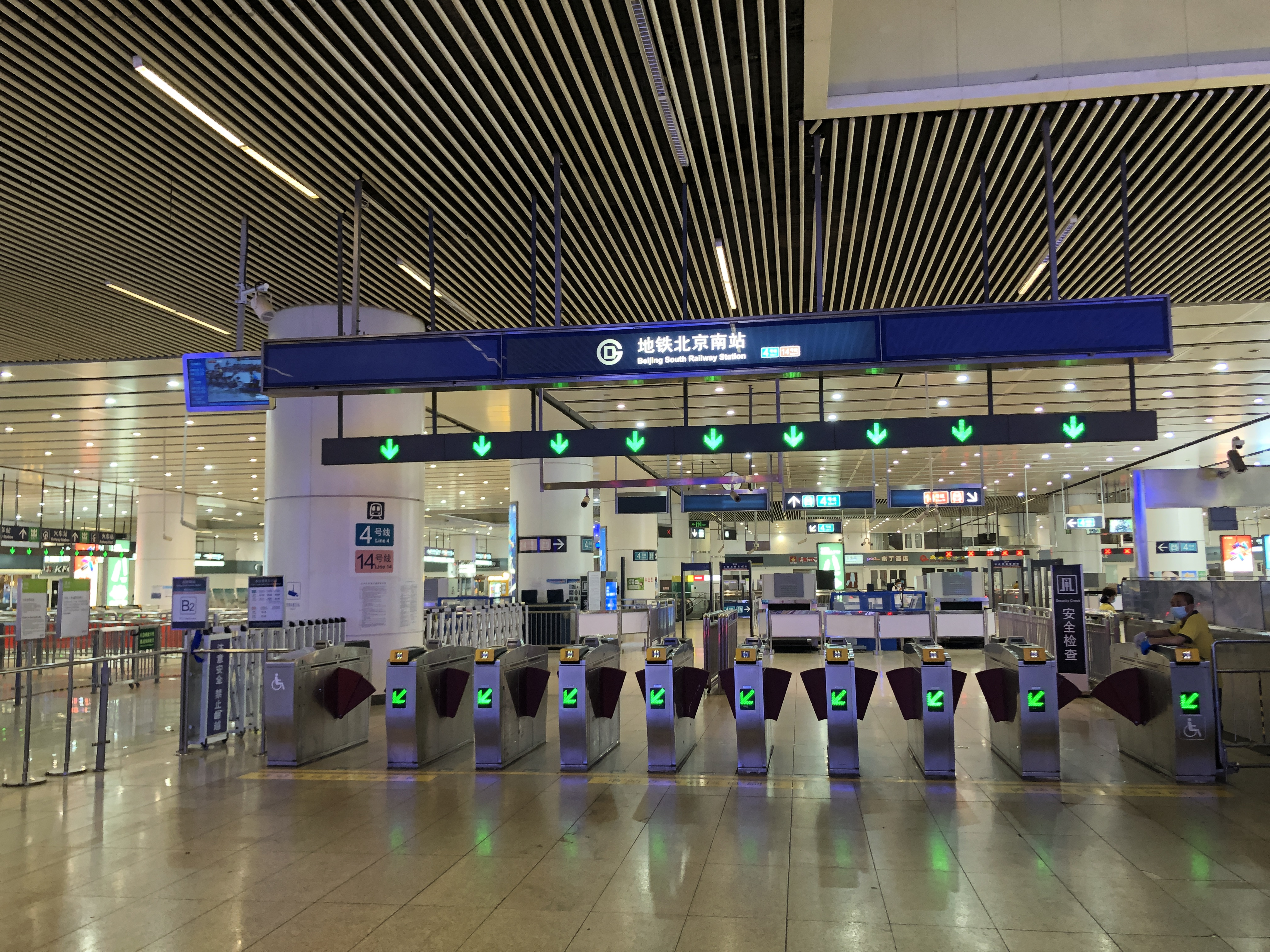
B2入口
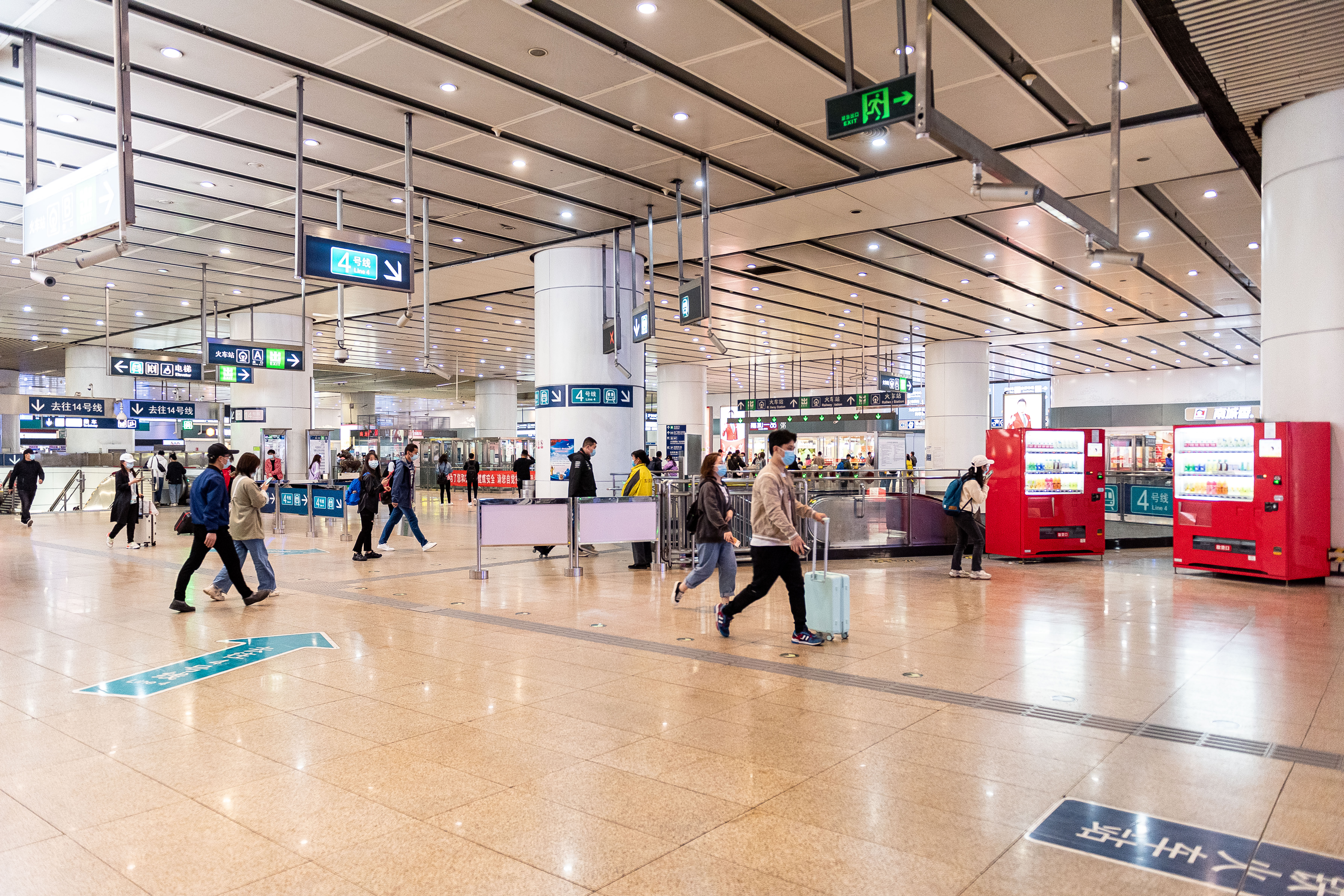
地下鉄コンコース
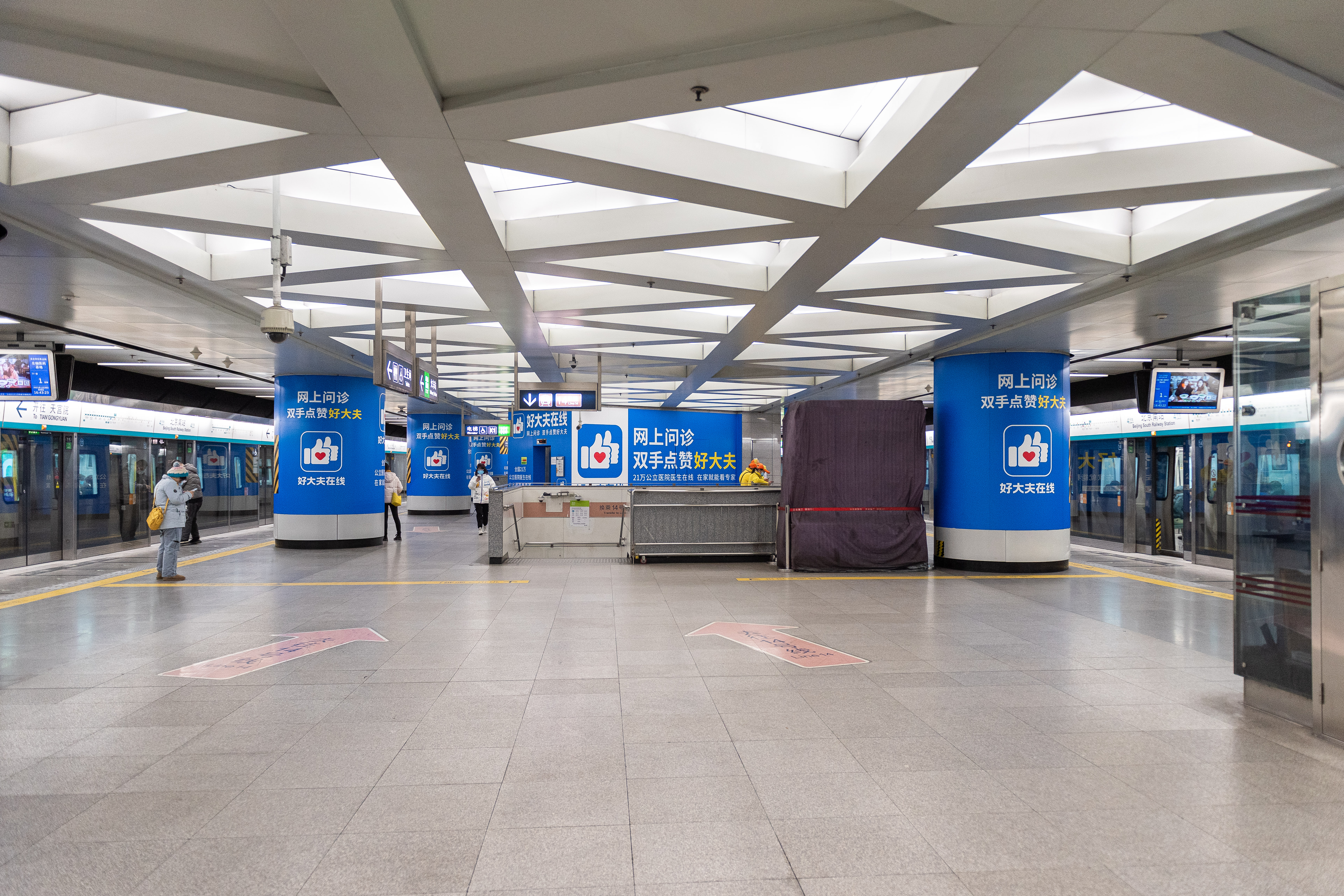
4号線ホーム
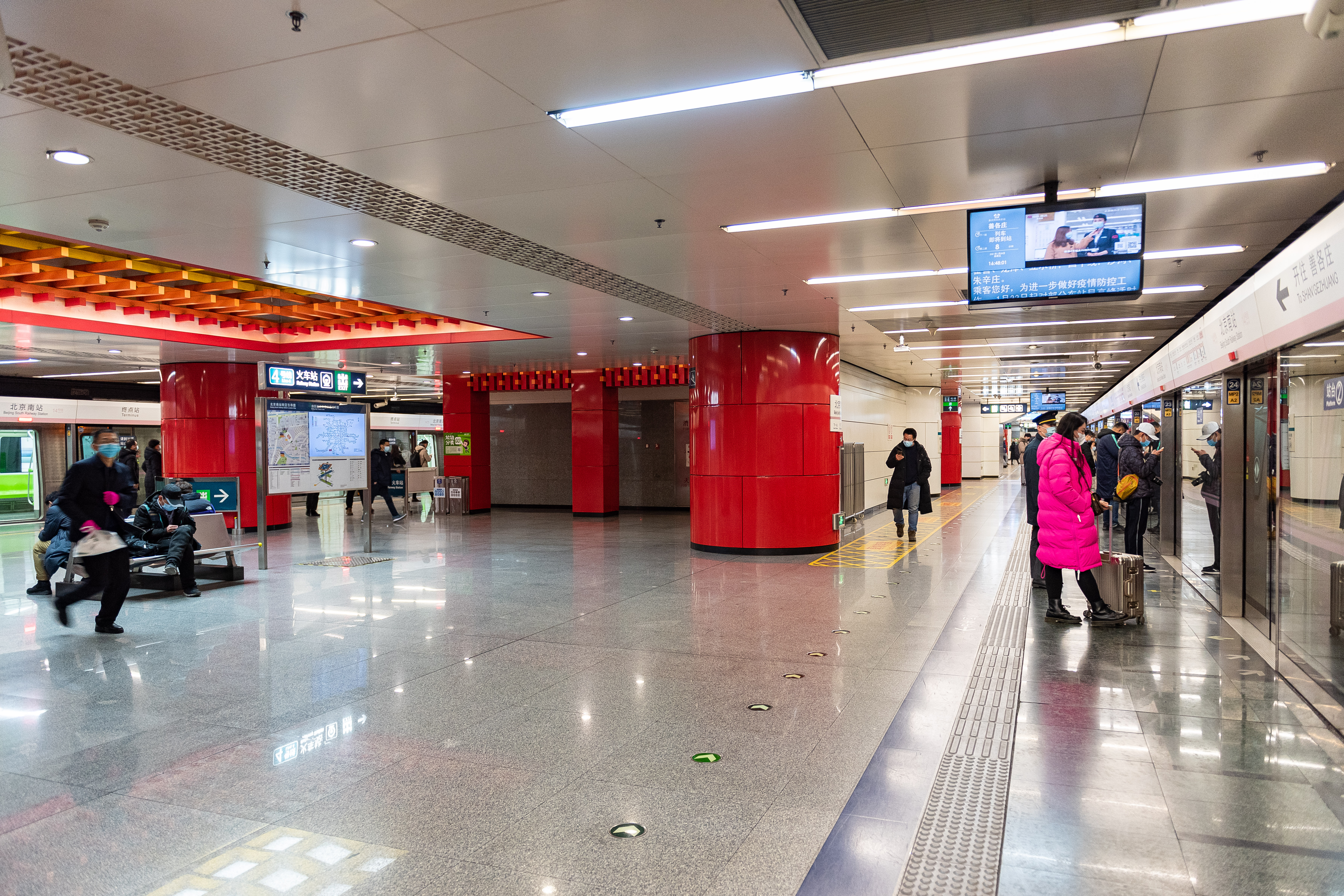
14号線ホーム

#### のりば
| 番線                    | 路線     | 行先                   |
| ----------------------- | -------- | ---------------------- |
| 4号線ホーム（地下2階）  |          |                        |
| 北方面                  | ■ 4号線  | 安河橋北方面           |
| 南方面                  | ■ 4号線  | 公益西橋・天宮院方面   |
| 14号線ホーム（地下3階） |          |                        |
| 西方面                  | ■ 14号線 | 麗沢商務区・張郭荘方面 |
| 東・北方面              | ■ 14号線 | 善各荘方面             |

（出典：京港地铁北京南站 （中国語））

## 駅周辺
- 永定門長距離バスターミナル
- 陶然亭公園
- 陶然亭プール
- 僑園飯店

## バス
多くのバス路線が発着し、トロリーバスも発着している。

## 隣の駅
中国鉄路総公司
京滬線
北京駅 - 北京南駅 - 北京豊台駅
京津都市間鉄道
北京南駅 - 亦庄駅
京滬高速鉄道
北京南駅 - 廊坊駅
北京地下鉄
■ 4号線
陶然亭駅 - 北京南駅 - 馬家堡駅
■ 14号線
景風門駅 - 北京南駅 - 陶然橋駅(未開業) - 永定門外駅